# ピアノ・レッスン
『ピアノ・レッスン』（The Piano）は、1993年公開のフランス、ニュージーランド、オーストラリアによる合作映画。監督・脚本はジェーン・カンピオン。主演はホリー・ハンター、ハーヴェイ・カイテル。第46回カンヌ国際映画祭パルム・ドール受賞作品。

## 概要
19世紀のニュージーランドを舞台に、ピアノの音色を言葉代わりにする女性と、原住民マオリ族に同化した一人の男性との激しい愛を描いた恋愛映画。
第66回アカデミー賞において作品賞を初めとした8部門にノミネートされ脚本賞、主演女優賞、助演女優賞の3部門で受賞を果たした。助演女優賞を受賞したアンナ・パキンの11歳での受賞は『ペーパー・ムーン』でのテータム・オニール（当時10歳）に次ぐ史上2番目の若さでの受賞であった。
イギリスの作曲家、マイケル・ナイマンによるサウンドトラックは注目を集め、全世界で300万枚以上の売り上げを誇った。特にメインテーマとも言うべきピアノソロ曲『楽しみを希う心』は印象的で、劇中では主役のホリー・ハンターが自身で演奏を行っている。

## ストーリー
スコットランドのブルジョワ階級の娘・エイダは6歳で話すことを“やめた”。ピアノを弾くことで感情を表現し、それで満足なエイダ。1852年、エイダは10歳にも満たない私生児の娘・フローラを伴い、父の決めた顔も知らぬ結婚相手が待つ未開の地・ニュージーランドへと旅立った。
現地人のマオリ族を荷運びに雇い、海岸までエイダを迎えに来る結婚相手のスチュアート。だが、彼は重いピアノを自宅へ運ぶことを拒み、浜辺に置き去りにした。隣人で一人暮らしのベインズに海岸までの案内を頼み、梱包の木箱の隙間からピアノを弾くエイダ。粗野で掘っ立て小屋に住むベインズだが、彼はエイダに惹きつけられた。
現地の土地を多く所有したいスチュアートと交渉し、自分の土地と交換してピアノを手に入れるベインズ。エイダの抗議には耳を貸さず、ベインズへのピアノ・レッスンを命じるスチュアート。ベインズはエイダに「黒鍵の数だけレッスンに来たら、ピアノを返す」と約束する。だが、彼は自分では弾かず、黒鍵数枚分と引き換えに下着姿での演奏や、添い寝を求めだした。要求を受け入れることに快感を覚えて行くエイダ。しかし、心優しいベインズは、今の関係ではエイダを淫売扱いしていると反省し、ピアノを返却した。
エイダの気持ちよりも、未払い分のピアノの代金を心配するスチュアート。そんなスチュアートを残して、ベインズと密会しに行くエイダ。2人の秘密を知ったスチュアートはエイダにベインズと会うことを禁じる。自分の側に置けばエイダが自分を愛するようになると考えるスチュアート。だが、エイダはピアノの一本の鍵盤を外して愛のメッセージを書き、ベインズへ届けるよう娘のフローラに託した。
情事を覗き見していたフローラは、スチュアートから罪深い事だと教え込まれ、スチュアートに鍵盤を渡して密告した。逆上し、エイダの右手の人指し指を切り落とすスチュアート。だが、彼女の瞳にベインズへの思慕を読み取ったスチュアートは、ベインズにエイダ母娘と共に島を去る事を許した。
マオリ族の細長い不安定な船に荷物やピアノを積み、船出するエイダたち。沖に出るとエイダはピアノを捨てろと言い出した。ピアノに繋がれたロープに足が絡まるのを黙って見つめ、引きずられて海に落ちるエイダ。だが、海中で我に返った彼女は、ロープを振りほどいて救助される。。
北の町で暮らし始めるベインズとエイダ母娘。金属の義指を作ってもらい、ピアノ教師として働くエイダ。発声練習も始めたが、エイダは今も時々、音のない海底に眠るピアノと、その上で漂う自分自身の夢を見る。

## キャスト
※括弧内は日本語吹替
- エイダ・マクグラス - ホリー・ハンター（戸田恵子）
- ジョージ・ベインズ - ハーヴェイ・カイテル（樋浦勉）
- アリスディア・スチュアート - サム・ニール（鈴置洋孝）
- フローラ・マクグラス - アンナ・パキン（坂本真綾）
- モラグ - ケリー・ウォーカー（英語版）（さとうあい）
- ネッシー - ジュヌヴィエーヴ・レモン（英語版）（鉄炮塚葉子）
- ヒラ - トゥンギア・ベイカー（英語版）（瀬畑奈津子）
- 牧師 - イアン・ミューン（英語版）（田口昂）

## 主な受賞
- アカデミー賞：主演女優賞、助演女優賞、脚本賞
- カンヌ国際映画祭：パルム・ドール、女優賞
- セザール賞：外国語映画賞
- オーストラリア映画協会賞：作品賞、監督賞、主演女優賞、主演男優賞、撮影賞、衣装デザイン賞、編集賞、作曲賞、美術賞、脚本賞、音響賞
- 英国アカデミー賞：主演女優賞、衣装デザイン賞、美術賞
- ゴールデングローブ賞：主演女優賞（ドラマ部門）
- インディペンデント・スピリット賞：外国語映画賞

## トリビア
- ジェーン・カンピオンはエイダ役に当初シガニー・ウィーバーをイメージしていたが、この役に惚れこんだホリー・ハンターが熱心に売り込み、また彼女がピアノを弾けることもあって、出演が実現した。
- ジャングルの中をマオリの案内で進むシーンで、案内役のマオリの男が「あんな所、生きて通れねえ!」と日本語で言っているように聞こえる（1995年5月19日放送の『探偵!ナイトスクープ』の爆笑小ネタ集で紹介、本当はマオリ語で「あそこはあなたの向かう道ではない(Ana to huarahi kite kore.)」）。